# Mizuko kuyō

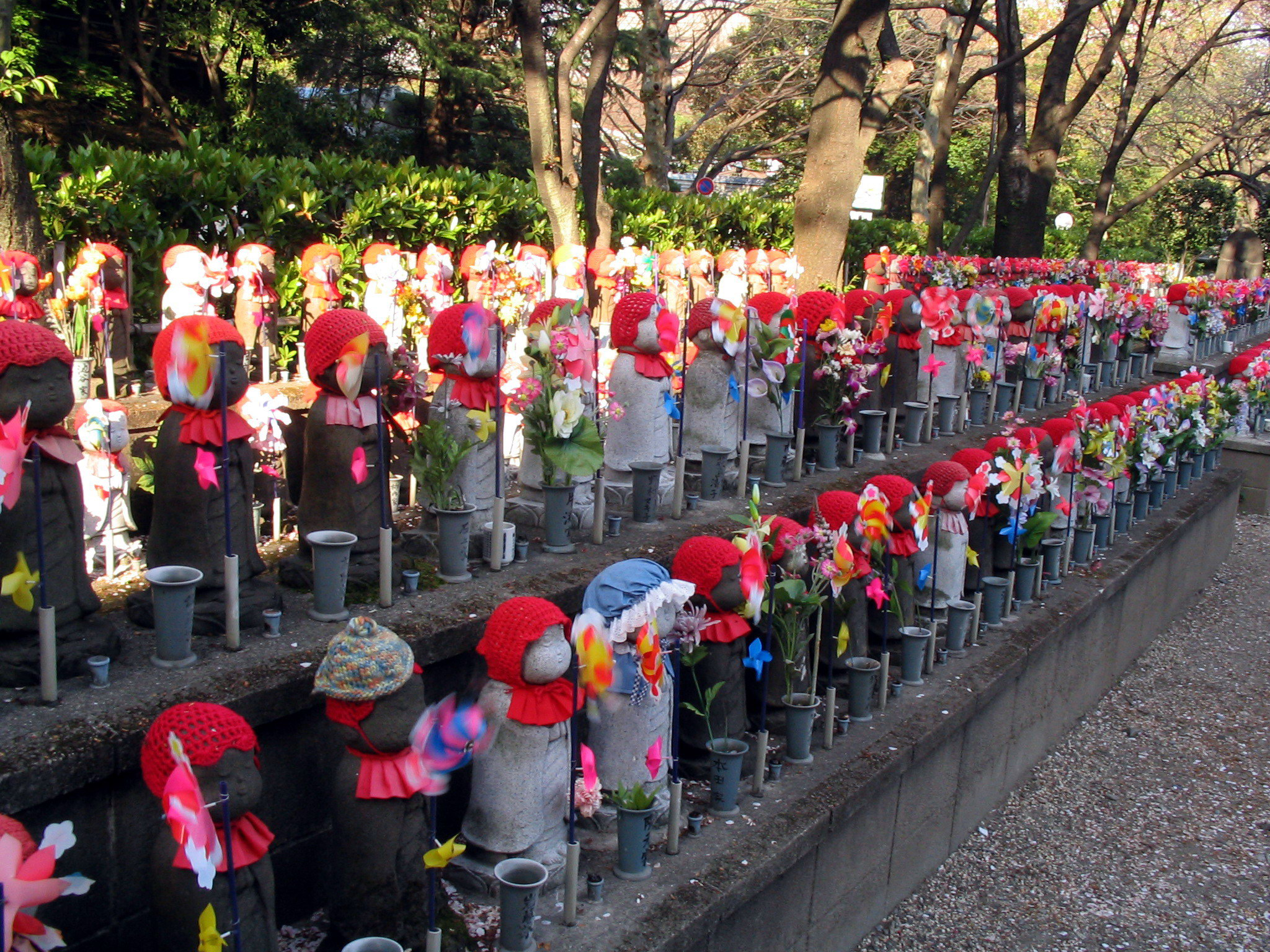
Statui Jizo la templul Zōjō-ji din Tokyo

Mizuko kuyō (水子供養) sau "serviciu memorial pentru fetus", este o ceremonie japoneză pentru femeile care au avut un avort spontan sau au născut un copil mort. Această practică a devenit vizibilă odată cu anii 1970 și cu crearea de temple al căror unic scop era acest ritual. Motivele invocate pentru efectuarea ceremoniei era durerea părinților, dorința de a oferi liniște fetusului sau chiar frica de răzbunare a unui spirit mânios.
Mizuko (水子), cu înțelesul literal de "copil de apa", este un termen japonez pentru un fetus mort. Citit mai de mult ca suiji, citirea Sino-Japoneză on'yomi a acelorași caractere, termenul era un kaimyō (denumire postumă) dat după moarte. Ceremonia mizuko kuyō era folosită pentru a face ofrande lui Jizō, o zeitate budistă (bodhisattva) care se credea că apără copiii. În perioada Edo când foametea ducea la avorturi sau pruncucidere în familiile sărace, ceremonia a fost adaptată să acopere și aceste situații.
În zilele noastre practicarea ceremoniei de mizuko kuyō continuă în Japonia, deși este nesigur dacă este o practică Budistă autentic. Anumite acțiuni variază de la templu la templu, școală la școală și individ la individ. Este normal ca templele să ofere statui Jizō, care sunt îmbrăcate in căciulițe și bavețici roșii și expuse în curtea templului, pentru un preț. Câțiva profesori americani de studii religioase au acuzat templele pentru abuzarea credințelor japonezilor, dar alți profesori consideră că templele nu fac altceva decât să răspundă la nevoile oamenilor.

## Documentare
- Jeff Wilson, Mourning the unborn dead : a Buddhist ritual comes to America, (Oxford: Oxford University Press, 2008),  ISBN 9780195371932